# Estació d'Estels del TRAM d'Alacant
Estels és una estació de les línies 1, 2, 3 i 4 del TRAM Metropolità d'Alacant. Està situada sota la plaça dels Estels, de la qual adquireix el nom, entre els barris Eixample-Diputació i Mercat.

## Característiques
Ara com ara, per l'estació d'Estels hi circulen trens amb direcció a diferents punts del nord de la ciutat d'Alacant i de la província (amb freqüències mitjanes de 10 minuts de pas cap a Sangueta i Lucentum, i de 15 a Universitat i Sant Vicent). L'estació compta amb dues escales mecàniques i una de fixa, així com amb un ascensor de gran capacitat que comunica amb l'andana.

## Accessos
L'estació disposa d'un únic vestíbul i quatre boques d'accés. A més compta amb dues entrades directes des de l'aparcament de l'avinguda d'Alfons el Savi i des de l'aparcament de l'avinguda de l'Estació.
- Des de l'avinguda General Marvà Avinguda General Marvà (passeig central).
- Des de l'avinguda Federico Soto Avinguda Federico Soto (passeig central).
- Des de l'avinguda de l'Estació Avinguda de l'Estació (illot).
- Des de l'avinguda d'Alfons el Savi Avinguda Alfons el Savi (illot).

## Línies i connexions
| << Capçalera | < Estació | Línia | Estació > | Capçalera >>            |
| ------------ | --------- | ----- | --------- | ----------------------- |
| Estels       | Terminal  |       | Mercat    | Benidorm                |
| Estels       | Terminal  |       | Mercat    | Sant Vicent del Raspeig |
| Estels       | Terminal  |       | Mercat    | El Campello             |
| Estels       | Terminal  |       | Mercat    | Plaça de La Corunya     |

- Les línies 1, 2, 3 i 4 funcionen amb normalitat fins a la que hui és la seua capçalera de manera provisional. Quan l'Estació Central Alacant es construïsca, està previst que aquesta siga la capçalera. El projecte de l'estació intermodal es troba paralitzat fins que es concrete el projecte de la nova estació d'Adif Alacant i aquesta última es troba en construcció.[1]

## Evolució del tràfic

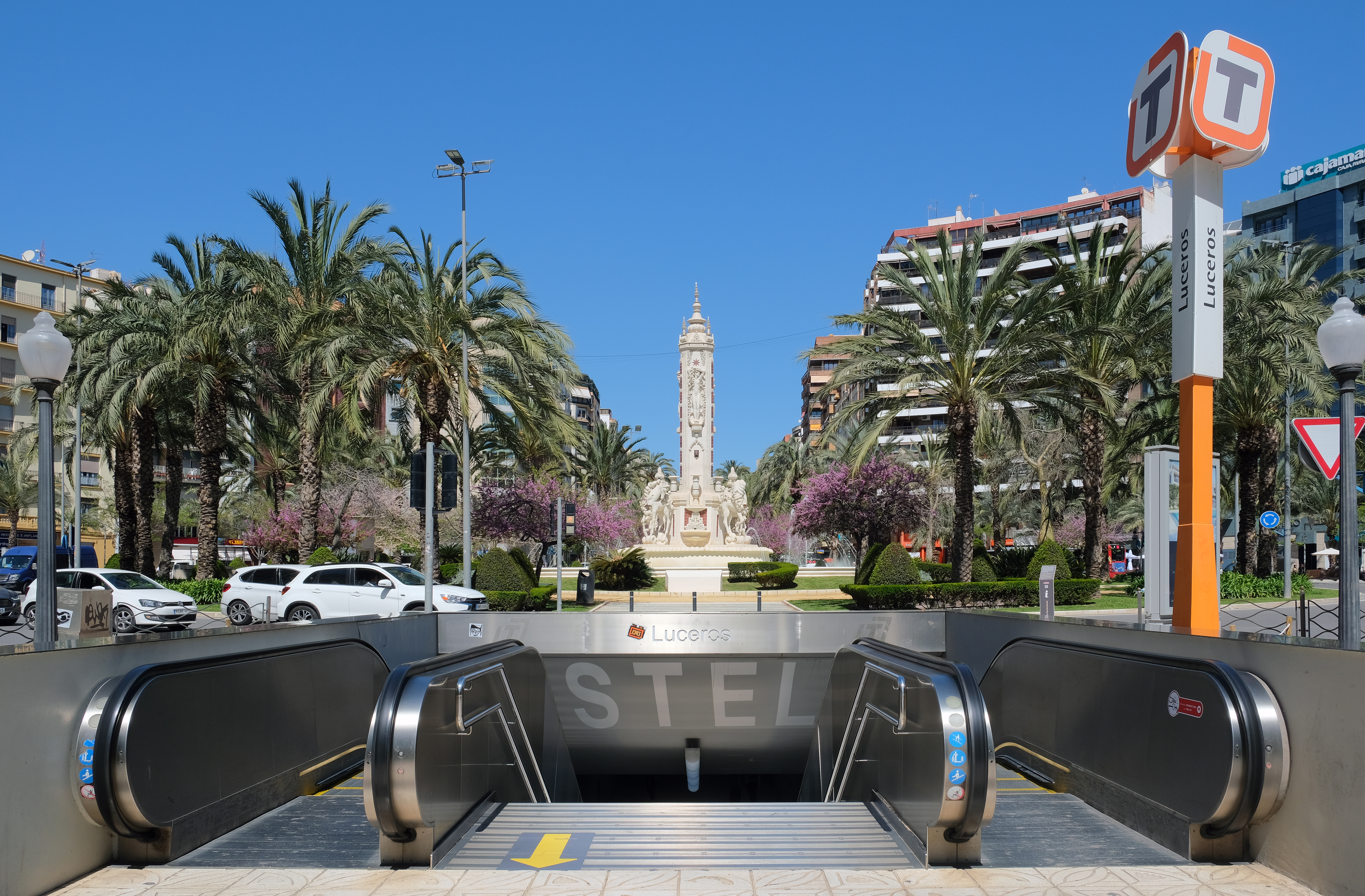
Un dels accessos a l'estació d'Estels

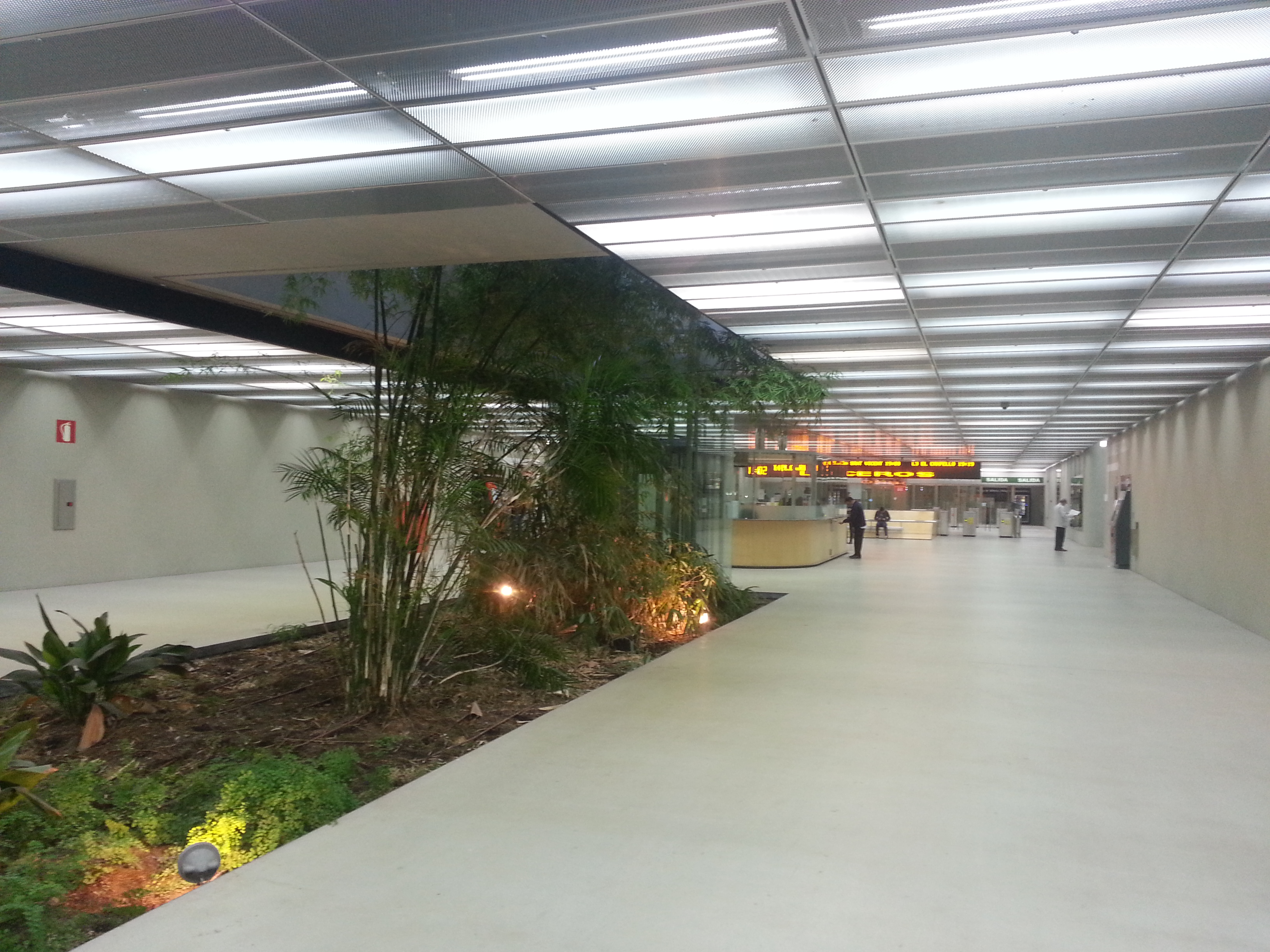
Vestíbul de l'estació d'Estels

| Any        | 2009 | 2010    | 2011    | 2012    | 2013      | 2014      | 2015      | 2016      | 2017      | 2018      |
| ---------- | ---- | ------- | ------- | ------- | --------- | --------- | --------- | --------- | --------- | --------- |
| Passatgers | -    | 457.000 | 921.819 | 948.428 | 1.197.592 | 1.674.218 | 1.698.863 | 1.674.956 | 1.728.513 | 1.754.298 |